# Kormak Ögmundarsons saga
Kormak Ögmundarsons saga (isl. Kormáks saga) är en av islänningasagorna. 

## Handling
Handlingen utspelar sig på 900-talets Island, under kung Harald Hårfagers tid i Norge. Den berättar om poeten Kormak Ögmundarson och hans livs kärlek, Steingerd. På grund av en förbannelse kommer han för sent till bröllopet med Steingerd. Han följer sedan kung Harald Gråfäll på krigståg till Irland. På en vikingafärd till Skottland förlorar han livet i kampen med ett troll.
Sagan bevarar en stor del av poesi som tillskrivs Kormak, och som har mycket att göra med hans kärlek till Steingerd. Även om sagan tros ha varit bland de tidigaste sagorna som skrivits så är den väl bevarad. Den okända författaren bygger tydligt på en muntlig tradition. Han förefaller vara ovillig att lägga till mycket av sina egna idéer. Oftast sätter han bara in Kormaks strofer i sitt sammanhang.

## Tillkomst, manuskript och översättning
Sagan skrevs troligen under första delen av 1200-talet.
Den enda kompletta versionen av sagan finns i handskriften Möðruvallabók (AM 132 fol.), som skrevs i början av 1400-talet. En annan membran (AM 162 fol.) är äldre, men bevarar bara en del av sagan. Sagan trycktes först i Köpenhamn år 1832.
Sagan är översatt till svenska av Albert Ulrik Bååth (1895), Åke Ohlmarks (1963), Ingegerd Fries (2008) och Kristjan Hallberg (2014).